# 웨스터룬드 1-75
좌표:  16h 47m 08.93s, −45° 49′ 58.45″
웨스터룬드 1 W75 또는 Wd 1-75는 웨스터룬드 1 초성단에 위치한 적색초거성이다. 반경은 약 668 태양 반경(4.65 × 108km, 3.10au)으로 계산되는데 이는 태양보다 2억 9,800만 배 더 큰 부피에 해당하며 태양계 중심에 배치되면 소행성대의 안쪽 끝부분까지 삼킬 것이다.

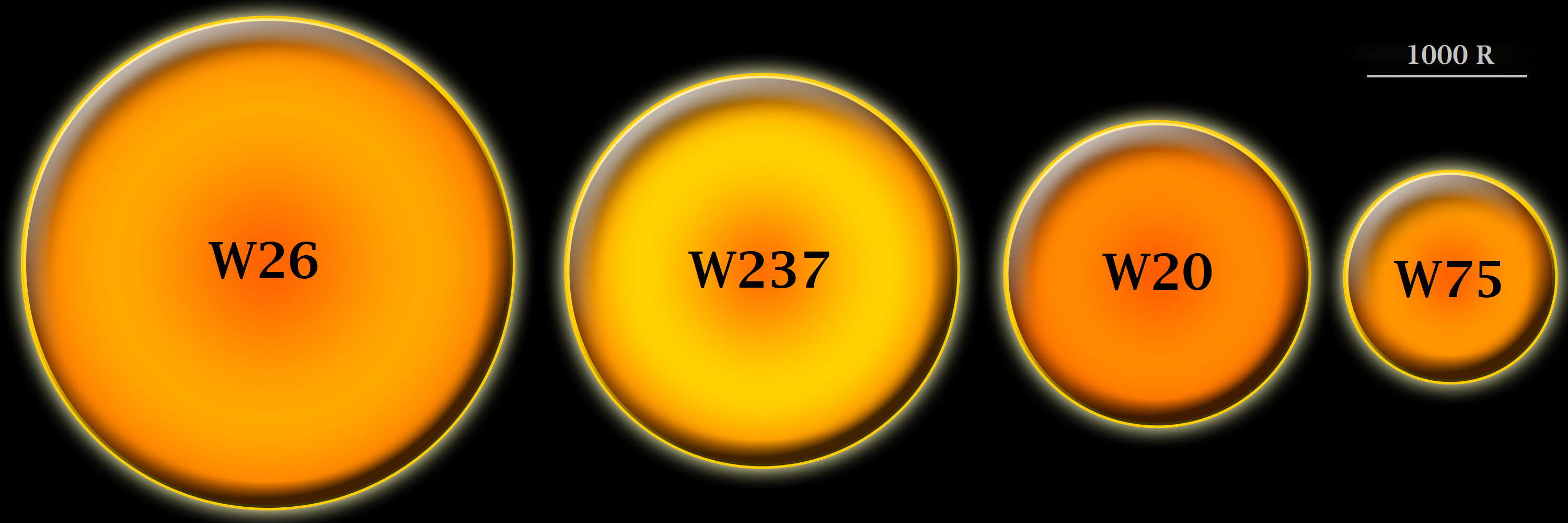
웨스터룬드 1-75와 웨스터룬드 1 성단에 있는 다른 3개의 적색 초거성과의 비교.

이 별은 에너지의 상당 부분을 적외선 스펙트럼에서 방출하는 밝고 차가운 초거성으로 분류되며 헤르츠스프룽-러셀 도표의 우상단 부분을 차지한다. 웨스터룬드 1-75의 반경은 3,600K의 유효온도, 68,000L☉의 복사광도 및 5,772K의 태양의 유효온도를 사용하여   슈테판-볼츠만 법칙을 사용해 668 R☉으로 계산될 수 있다.
웨스터룬드 1-20, 웨스터룬드 1 W26 및 웨스터룬드 1-237과 마찬가지로 웨스터룬드 1-75는 전파원으로 관찰되었지만 성단의 적색초거성 중 가장 약하고 어떤 파장대에서도 분해되지 않은 상태로 유지된다.
웨스터룬드 1-75는 확장된 성운으로 둘러싸여 있지만 전형적인 적색초거성 주변의 성운보다는 덜 거대한 것으로 보인다.

## 같이 보기
- 반지름순 항성 목록